# Hoya de Cintora
Hoya de Cintora es una localidad del estado mexicano de Guanajuato. Es parte del municipio de Valle de Santiago.

## Demografía
| Gráfica de evolución demográfica |
|                                  |

| Censo | Población |
| ----- | --------- |
| 1910  | 130       |
| 1921  | 122       |
| 1930  | 207       |
| 1940  | 166       |
| 1950  | 269       |
| 1960  | 304       |
| 1970  | 363       |
| 1980  | 568       |
| 1990  | 589       |
| 2000  | 926       |
| 2010  | 1 050     |
| 2020  | 1 414     |